# Vanessa Wolf

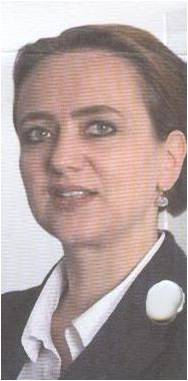
Vanessa Wolf 2008

Vanessa Mercedes Patricia Wolf (* 4. Mai 1969 in Stuttgart) ist eine deutsche Theaterwissenschaftlerin und Theaterregisseurin.

## Leben

Vanessa Wolf (links) 1986

Vanessa Wolf ist die Tochter der Schweizerin Elfriede Wolf (geb. Wyss) und des österreichischen Verlegers Roland Wolf, Gründer der Olympischen Sportbibliothek, des IFK-Institut für Kulturförderung Verlags und des deutschen Kinderhilfswerks e.V.
Sie wuchs in München auf und studierte Theaterwissenschaften (Magister Artium) an der Ludwig-Maximilians-Universität München, begleitet von einem Studienaufenthalt am Lee Strasberg Theatre Institute, New York, USA. Ihre Karriere als Theaterregisseurin begann sie bereits während des Studiums durch zahlreiche künstlerische Produktionen.
Parallel zu ihrer künstlerischen Laufbahn engagierte sie sich bereits früh in der Entwicklungshilfe und war Vorstandsmitglied des Youth Ending Hunger e.V. (YEH). Insbesondere ermöglichte sie die Gründung und den Bau einer Grundschule in Orissa, Indien und vertrat 1995 die YEH während des Kinder-Gipfeltreffens in Ankara, Türkei und unterstützte somit die UN-Kinderrechtskonvention und den UN-Aktionsplan.
Sie hat eine Tochter.

## Leistungen

### Regie und Produktion
- 2009:‚Frankenstein’ Opera Theatrale (Regie und künstlerische Leitung)[3]; Förderung durch: Staatstheater, Bayerische Theaterakademie, Kulturreferat der Landeshauptstadt München, Studienstiftung des Deutschen Volkes. Premiere: Kultfabrikgelände München
- 2001: ‚La Parodiva’, Opernkabarett mit Gabriele Mertesdorf (Auftragsregie); Theater Heppel&Ettlich, München
- 2001: ‚Der Schöne Teilnahmslose’ von Jean Cocteau (Regie und Produktion); Kulturkeller Schwanthalerhöh’, gefördert von der Landeshauptstadt München
- 2001: Theaterperformance (Produktionsleitung), Akademie der bildenden Künste, München
- 2000: ‚THE KISS and THE APPLE’ (Produktionsleitung); Performances von Wolfgang Weileder, Wittelsbacher Platz, München
- 2000: ‚Träumende Sau, nach Luft ringend’ (Regieassistenz); zur Ausstellung ‚Arche 2000’ von Marlies Poss, Pasinger Fabrik, München
- 1999: ‚Lollipops’ (Auftragsregie); Gesangsquartett der 50er Jahre, Nürnberg
- 1998: ‚Mistero Buffo’ (Produktionsleitung); Theater Heppel&Ettlich und ‚Ox im Schlachthof, München
- 1996: ‚George Dandin’ von Molière (Regieassistenz), Stadttheater Heilbronn
- 1995: ‚Verklumpte Nächte’ (Regie- und Lichtassistenz); Feierwerk Lokomotive, gefördert von der Landeshauptstadt München
- 1994: ‚Das Spiel ist aus’ von Jean Paul Sartre (Theaterproduktion, musikalische Leitung und Dramatisierung)[4], Feierwerk Lokomotive und Pasinger Fabrik, München, gefördert von der Landeshauptstadt München
- 1993: Produktion ‚Peer Gynt’ (Lichtassistenz) Theater im PEP, München
- 1996: Produktion ‚Die Ballade des großen Makabren’ (Regieassistenz); Hochschule für Musik, München
- 1993: Produktion ‚Orpheus’ (Regieassistenz); F.I.T. Europa in der Pasinger Fabrik, München

### Kultursponsoring
- 2008: Dokumentarfilm ‚Berlin Marheinekeplatz, Markthalle XI: Lichtwechsel’; Konzept, Buch, Regie: Wolfgang Siechert
- 2004: Produktion „Woyzeck“, Neues Theater, München; (Regie: Manfred Killer)

### Drehbuchentwicklung
- 2003: Kurzfilm ‚Kissmet Kisses’. (Produktionsleitung: Bernt Engelmann) Akademie der bildenden Künste, München
- 2002: Fernseh-Filmspot zum Thema Aufklärung gegen sexuellen Missbrauch (Filmkonzeption)

## Vereinsgründungen
- 2006: Vereine Kulti-Kids e.V. und White-Box e.V. (Gründungsmitglied); Kultfabrikgelände München
- 2004: Kindertheaterschule ‚Projekt Butterfliege’[5] (Gründerin), München

## Auszeichnung
- 2000: Platz 1, nationale Ausschreibung ‚Sehen mit den Augen/mit dem Großhirn’ für ‚my media’ Leipzig und 3&4area Unterföhring